# Волков, Артём Юрьевич
Артём Ю́рьевич Во́лков (23 апреля 1967, Ленинград — 26 февраля 2024, Норильск, Красноярский край) — советский и российский хоккеист, защитник, мастер спорта.

## Биография
Уроженец Ленинграда, в хоккей начал играть в Норильске с 6 лет, учился в спецклассе «Арктики». Первая команда — фарм-клуб ленинградского СКА «Звезда» Оленегорск из первой лиги (1984/85 — 1985/86). В сезоне 1984/85 провёл три матча в чемпионате СССР за СКА. Играл за «Трактор» Липецк (1987/88), Металлург (Череповец) (1988/89), «Заполярник» Норильск (1991/92 — 1996/97, 2000/01, 2001/02), «СКА-Амур» Хабаровск (1996/97), «Воронеж» (1996/97), «Липецк» (1997/98 — 1998/99),
«Североникель» Норильск (2000/01). Обладатель Кубка Сибири и Дальнего Востока в составе «Заполярника».
Тренер-преподаватель хоккейного отделения детско-юношеской спортивной школы по зимним видам спорта, тренер любительской команды Ночной хоккейной лиги «Заполярник», созданной в 2017 году.
Умер 26 февраля 2024 года.